# The Little Avenger
The Little Avenger è un cortometraggio muto del 1911. Il nome del regista non viene riportato nei credit del film che, prodotto dalla Reliance Film Company, aveva come interpreti James Kirkwood, Marion Leonard, Tony O'Sullivan.

## Produzione
Il film venne prodotto dalla Reliance Film Company

## Distribuzione
Distribuito dalla Motion Picture Distributors and Sales Company, il film - un cortometraggio di una bobina - uscì nelle sale cinematografiche degli Stati Uniti l'11 febbraio 1911.